# Dolmen von Fontanaccia

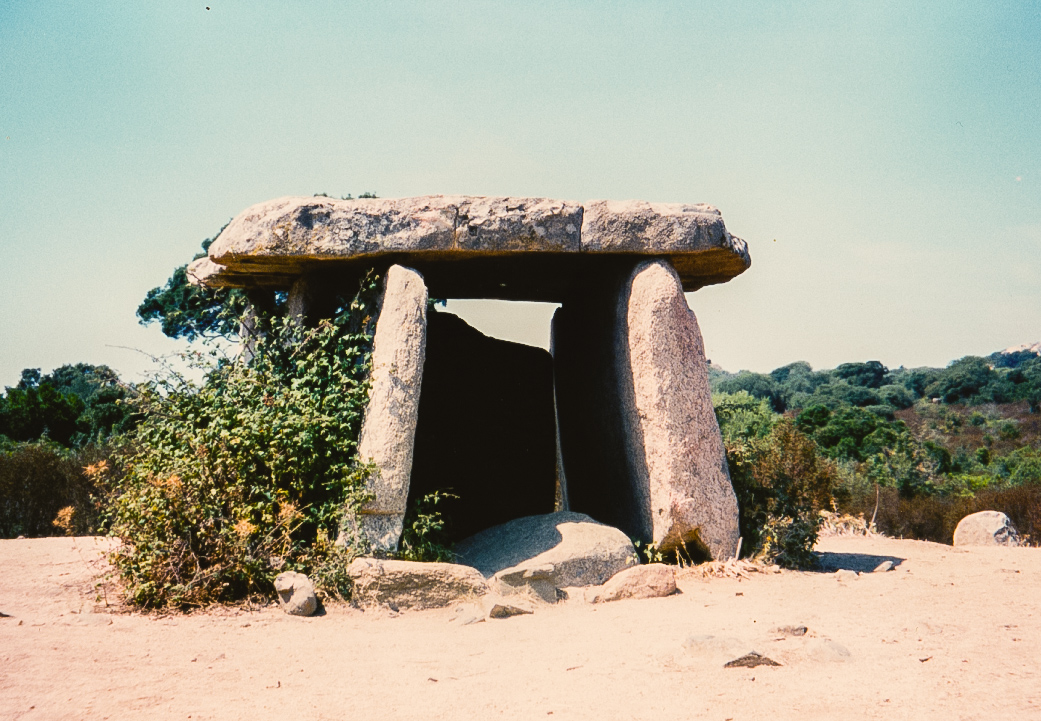
Dolmen von Fontanaccia

Der Dolmen von Fontanaccia (auch Funtanaccia) befindet sich auf einer leichten Erhebung im Norden der 276 m hohen Punta Cauria im Süden von Sartène auf der französischen Insel Korsika. Die Korsen nennen ihn Stazzona del Diavolu (Teufelsschmiede). Dolmen ist in Frankreich der Oberbegriff für Megalithanlagen aller Art (siehe: Französische Nomenklatur).
Die Megalithanlage, die wie eine Steinkisten aussieht, die man aus dem Untergrund geholt und auf die Oberfläche gestellt hat, besteht aus sechs vertikalen Granitplatten und einer über drei Tonnen schweren Deckenplatte (3,4 × 2,9 m breit). Die Kammer ist 2,6 m lang, 1,6 m breit und 1,8 m hoch. 
1839 kam Prosper Mérimée mit dem Bürgermeister von Sartène per Maultier angeritten und benannte die Anlage wissenschaftlich als Dolmen. Er zeichnete ihn und beschrieb ihn für die Pariser Commission des Monuments Historiques. Hier sammelte er auch Notizen zu Colomba Carabelli. In dem geplünderten Dolmen fanden sich keine Grabbeigaben. Adalbert von Keyserlingk hat die Ausrichtung des Dolmens untersucht und Thesen über eine Sonnenwendenkonstellation aufgestellt.

Dolmen von Fontanaccia
Fontanaccia
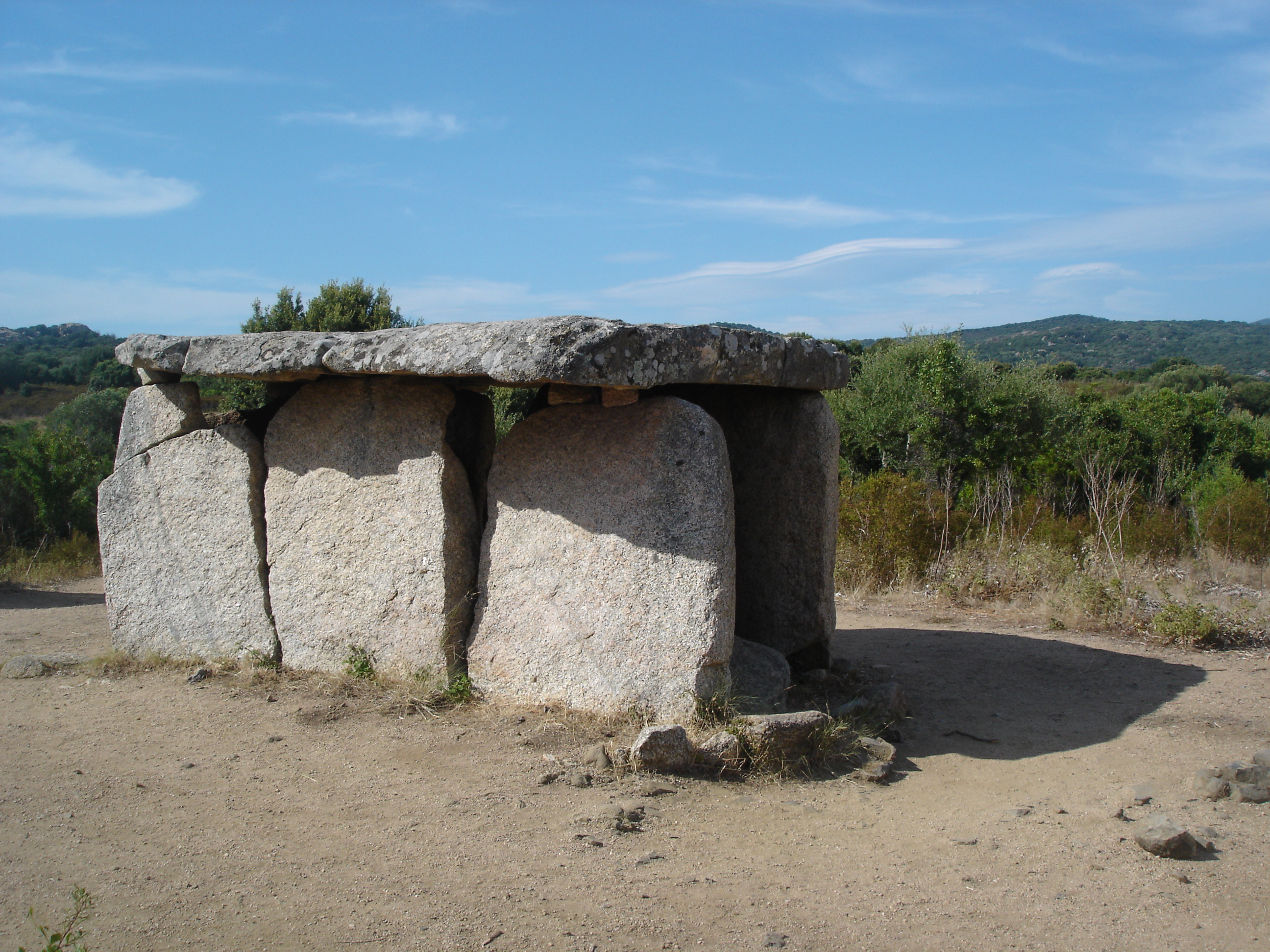
Dolmen von Fontanaccia
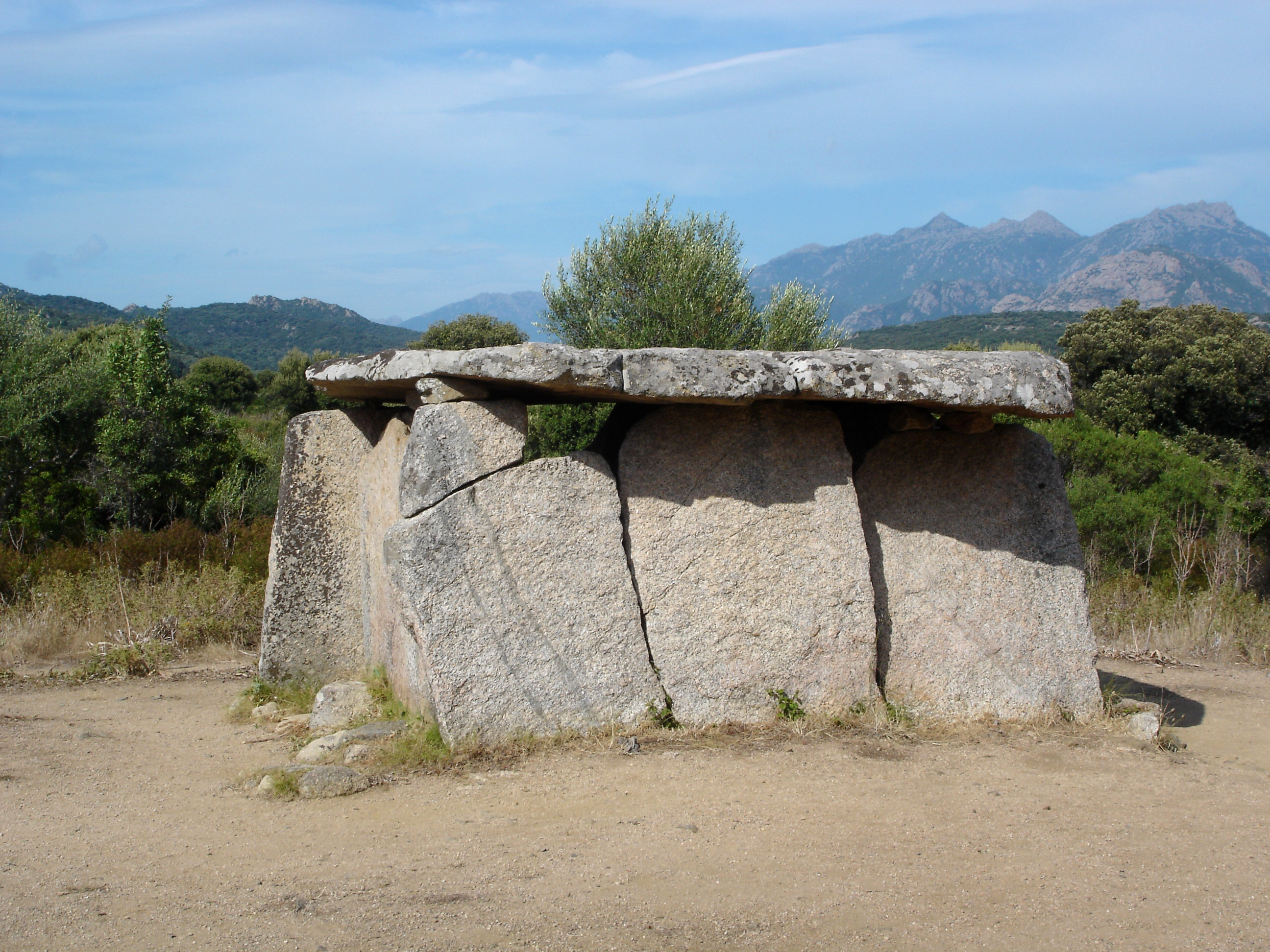
Dolmen von Fontanaccia
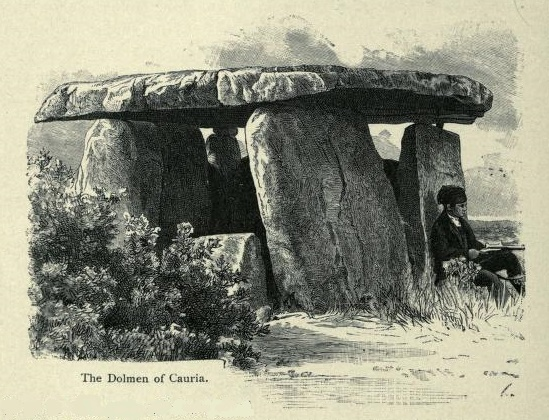
Illustration von Gaston Vuillier in Impressionen der Reise zu den Balearen, Korsica und Sardinien

Etwa 300 m nordöstlich des Dolmens befinden sich Menhire aus dem 2. Jahrtausend v. Chr. Östlich stehen die Steinreihen von Stantari und südöstlich die von Renaggiu. Acht Statuenmenhire stellen Krieger aus der Bronzezeit dar. Ihre Schwerter sind senkrecht eingemeißelt. Ein Rundweg (ca. 2,5 km) führt zu allen drei Stationen.